# Ján Hluchý
Ján Hluchý (7. února 1925 – 13. července 1995) byl československý basketbalista, mistr Evropy, trenér a funkcionář basketbalu. Byl absolventem gymnázia Milana Rastislava Štefánika. Je zařazen na čestné listině mistrů sportu.
Basketbal hrál za YMCA Bratislava, ŠK Železničiari Bratislava a v letech 1950-1951 za ATK Praha. Hrál za reprezentační družstvo Československa v roce 1946 na evropském šampionátu v Ženevě, s nímž získal zlatou medaili. Za reprezentační družstvo Československa odehrál 28 zápasů.
Po skončení hráčské kariéry zůstal v basketbalovém prostředí jako trenér a funkcionář.
V letech 1948-1950 trénoval družstva mužů a žen Jednoty Košice, Družstvo mužů pod vedením trénera Jána Hluchého vyhrálo třikrát Slovenský pohár. V letech 1952-1969 byl trenérem prvoligového družstva žen Lokomotíva Bratislava, s nímž v československé lize žen získal tři druhá místa (1962, 1968, 1969) a čtyři třetí místa (1958, 1963, 1965, 1966).
V letech 1959-1960 a 1970-1971 byl trenérem reprezentačního družstva žen Československa se kterým získal na Mistrovství světa v basketbalu žen v roce 1959 v Moskvě bronzovou medaili za třetí místo a v roce 1971 v Brazílii stříbrnou medaili za druhé místo, dále na Mistrovství Evropy v basketbale žen v roce 1960 v Sofii stříbrnou medaili za druhé místo a v roce 1970 v Rotterdamu, Holandsko páté místo.
Od roku 1969 byl členem předsednictva Basketbalového svazu ÚV ČSTV a předsedou trenérské rady.
Od roku 1972 byl trenérem USBC Vídeň, mistra Rakouska v basketbale mužů, se kterým startoval v Poháru evropských mistrů. V roce 1977 byl trenérem reprezentačního družstva Rakouska v kvalifikaci a na Mistrovství Evropy 1977 v Belgii.
V letech 1988-1990 jako trenér vedl družstvo BC Prievidza, s nímž získal v roce 1989 titul mistra Československa a v roce 1990 6. místo v československé 1.lize. S týmem hrál v sezoně 1989/90 v Poháru evropských mistrů, v němž byl vyřazen španělským FC Barcelona.
Od roku 1990 byl předsedou Slovenské basketbalové asociace a v letech 1990-1993 také místopředsedou Československé basketbalové federace a spoluautorem jejích Stanov.
V roce 1992 byl zvolen místopředsedou přípravného výboru pro založení Slovenského olympijského výboru, který byl ustaven s ohledem na rozdělení Československa od 1.1.1993.
V roce 2012 Nové Mesto nad Váhom mu udělilo in memoriam Cenu Osobnost města za celoživotní úspěšnou sportovní činnost.

## Hráčská kariéra
- kluby: 1943-1945 YMCA Bratislava (Blesk) - 1945-1950 ŠK Železničiari Bratislava - 1950-1951 ATK Praha
- Československo: 28 utkání za reprezentační tým (1946–1951), mistr Evropy 1946, Ženeva (15 bodů, 4 zápasy)

## Trenér
- kluby
  - 1971-1977 USBC Vídeň (mistr Rakouska), start v Poháru evropských mistrů
  - 1988-1990 BC Prievidza: 1989 (mistr Československa), 1990 (6. místo), 1989/90 start v Poháru evropských mistrů
- Československá basketbalová reprezentace žen (1958-1960 a 1970-1971)
  - Mistrovství světa v basketbalu žen - 1959 Moskva (3. místo), 1971 São Paulo, Brazílie (2. místo)
  - Mistrovství Evropy v basketbale žen - 1960 Sofie (3. místo), 1970 Rotterdam, Holandsko (5. místo).
- Rakousko
  - 1977 - basketbalová reprezentace muži, dvě kvalifikace (Hemel Hempstead, Anglie a Helsinky. Finsko) a start na Mistrovství Evropy 1957 v Belgii, 12. místo

## Funkcionář
- od 1969 člen předsednictva Basketbalového svazu ÚV ČSTV a předseda trenérské rady
- 1990-1994 předseda Slovenské basketbalové asociace
- 1990-1993 místopředseda Československé basketbalové federace.